# Большежуковское сельское поселение
Большежуковское сельское поселение — муниципальное образование в восточной части Дятьковского района Брянской области. Центр — посёлок Дружба.
Образовано в результате проведения муниципальной реформы в 2005 году, путём преобразования дореформенного Большежуковского сельсовета.

## Население
| 2010  | 2011  | 2012  | 2013  | 2014  | 2015  | 2016  | 2017  | 2018  |
| ----- | ----- | ----- | ----- | ----- | ----- | ----- | ----- | ----- |
| 2442  | ↗2472 | ↗2557 | ↗2705 | ↗2810 | ↗2875 | ↗2950 | ↘2945 | ↘2882 |
| 2019  | 2020  | 2021  |       |       |       |       |       |       |
| ↘2805 | ↘2782 | ↗3177 |       |       |       |       |       |       |

## Населённые пункты
| №  | Населённый пункт | Тип          | Население |
| -- | ---------------- | ------------ | --------- |
| 1  | Большая Жукова   | село         | ↗44       |
| 2  | Дружба           | посёлок      | ↗1662     |
| 3  | Латышовка        | деревня      | ↗211      |
| 4  | Любышь           | село         | ↗60       |
| 5  | Малая Жукова     | деревня      | ↘7        |
| 6  | Малыгин          | ж.д. станция | ↗4        |
| 7  | Неверь           | деревня      | ↗403      |
| 8  | Родники          | посёлок      | →15       |
| 9  | Романовка        | деревня      | ↘4        |
| 10 | Сосновка         | деревня      | ↗263      |
| 11 | Хизовка          | деревня      | ↘32       |